# Communauté d'agglomération Territoires Vendômois
La communauté d'agglomération Territoires Vendômois est une communauté d'agglomération française, située dans le département de Loir-et-Cher et dans la région Centre-Val de Loire.
Elle naît en décembre 2016 de la fusion de quatre communautés de communes : Pays de Vendôme, Vendômois rural, Vallées Loir et Braye et Beauce et Gâtine.

## Historique
Le 13 décembre 2016, les votes réunissant les communes de Sainte-Anne, Villetrun et Naveil font basculer les communes concernées vers une nouvelle ère. Il ne s'agira plus désormais de quatre communautés de communes mais d'une communauté d'agglomération fonctionnant à 66 communes.
Finalement les votes se répartissent ainsi :
(Légende : CC = communauté de communes et CA = communauté d'agglomération)
- Pays de Vendôme : 7 communes pour CC et 5 pour CA[1]
- Vendômois rural : 10/10 communes pour CA[1]
- Vallées Loir et Braye : 13 communes pour CC et 13 pour CA[1]
- Beauce et Gâtine : 8 commune pour CC et 10 pour CA[1]

Au total : 28 communes pour CC (17 429 hab. = 31,20 %) et 38 pour CA (39 520 hab. = 68,80 %)

Le 19 décembre 2016 le préfet de Loir-et-Cher signe l’arrêté de création de la communauté d'agglomération pour une mise en effet au 1er janvier 2017.
Du 1er au 9 janvier 2017 la présidence est assurée par le doyen Serge Lepage, maire de Saint-Amand-Longpré.
Le 9 janvier 2017 à Savigny-sur-Braye, Pascal Brindeau, maire de Vendôme et président de l'ancienne communauté de communes du Pays de Vendôme, est élu président de la communauté d'agglomération. Sur 100 votants il obtient 63 % des voix contre 37 % pour le maire de Thoré-la-Rochette Thierry Benoist.

## Territoire communautaire

### Géographie physique
Située à l'ouest du département de Loir-et-Cher, elle est limitrophe avec trois communautés de communes et une communauté d'agglomération. Il s'agit au nord de la communauté de communes du Perche, au nord-Ouest de la communauté de communes du Perche et Haut Vendômois, au sud-ouest de la communauté de communes Beauce Val de Loire et au sud pour terminer, la communauté d'agglomération de Blois-Agglopolys. Elle regroupe 65 communes et présente une superficie de 1 039,6 km2.

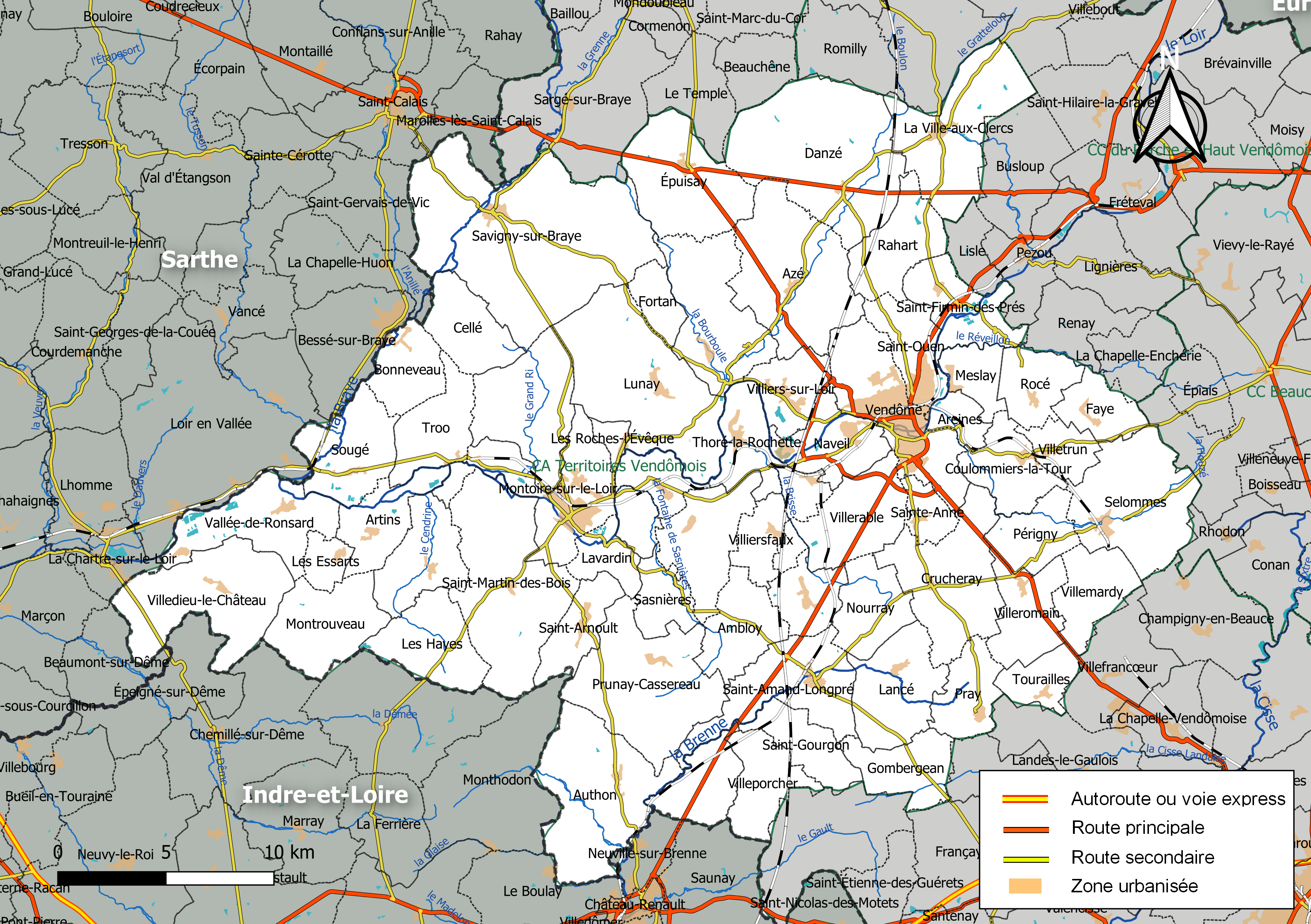
Carte de la communauté d'agglomération Territoires Vendômois au 1er janvier 2019.

### Transport

#### Bus

##### Move (ex-VBUS)
L'agglomération est desservie par le réseau Move exploité par Cars Saint-Laurent.
- 9 lignes urbaines : A, B, C, D, E, F, G, H, N et TGV (desservant Vendôme, Vendome TGV, Saint-Ouen, Areines et Meslay)
- 1 ligne non-urbaine : M (Vendôme-Montoire-Artins) (qui remplace la ligne 12 REMI)

##### Rémi
De nombreux villages de la nouvelle communauté d'agglomération sont reliés entre eux par le réseau de mobilité interurbaine (Rémi) (ex-Route41) via les lignes 8, 9, 13 et 14. Ces lignes servent également de lignes scolaires à certaines heures.

##### Cars REMI
Des cars REMI (ex-TER Centre-Val de Loire), mis en place par la SNCF et la région Centre-Val de Loire, relient les gares de Vendôme et Vendôme TGV à Saint-Amand-Longpré pour la ligne de Château-Renault, ainsi qu'à Épuisay et Savigny-sur-Braye pour la ligne de Mondoubleau.

#### Gares et lignes ferroviaires
Le Vendômois est traversé par deux lignes ferroviaires, l'une dite ligne « classique » et l'autre ligne à grande vitesse :
- La plus ancienne est la ligne de Paris - Tours qui dessert la gare de Vendôme et la gare de Saint-Amand-de-Vendôme. Il existe une deuxième ligne de Pont-de-Braye à Blois qui sert uniquement pour le fret et dont les rails ont été déposés sur 7 km entre Vendôme et Blois. Cependant de juillet à août le train touristique de la vallée du Loir circule entre Thoré-la-Rochette et Trôo[8].

- Depuis le début des années 1990 et la construction de la Ligne à Grande Vitesse Atlantique (LGVA), Vendôme possède une gare TGV avec la gare de Vendôme - Villiers-sur-Loir TGV. Initialement proposée à Blois, c'est finalement Vendôme qui est choisi et les élus locaux voient d'un bon œil l'arrivée de cette gare. En effet, depuis son ouverture le bassin vendômois a connu une forte évolution de son secteur économique. De nombreuses entreprises ont choisi Vendôme pour sa proximité avec Paris, seulement 45 minutes désormais. Elles se sont installées non loin de la gare, jouxtant l'avenue des cités unies ou bien se situant au parc technologique du bois de l'Oratoire et même encore au sein même de la ville, bénéficiant des navettes qui relient Vendôme et sa gare TGV[9],[10]. L'exemple le plus flagrant peut-être est l'installation en 2004 du siège social et administratif de Monceau Générale Assurances  à côté de la gare[11]. Le Vendômois a également constaté une évolution de son nombre d'habitants car l'ouverture de la gare a permis à de nombreuses personnes, originaires d'Île-de-France ou d'ailleurs, de s'installer à Vendôme tout en travaillant à Paris ou bien tout en continuant d'y travailler[N 1].

### Composition

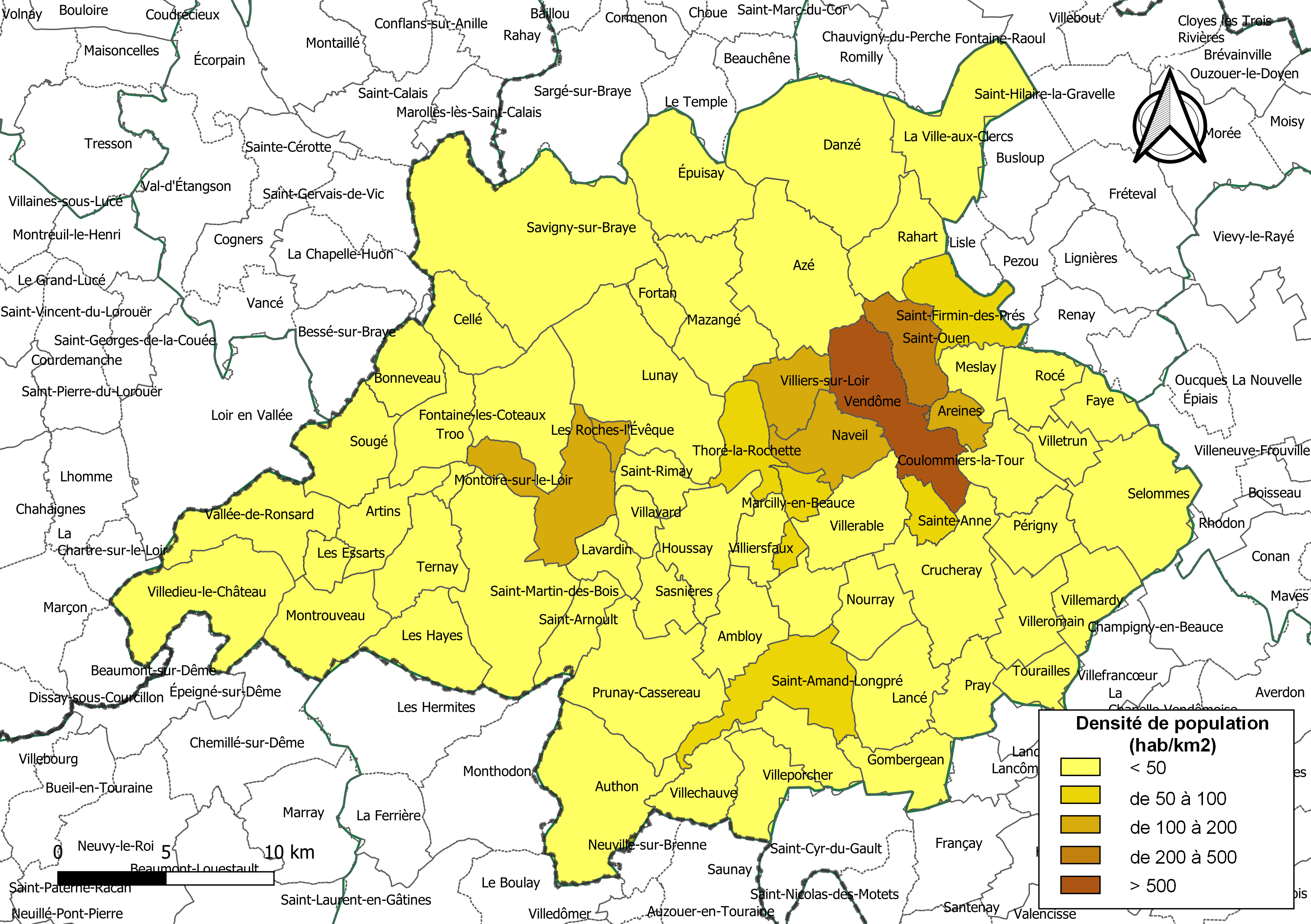
Carte des densités de population (millésimée 2016) des communes de la communauté d'agglomération Territoires Vendômois. Composition en communes au 1er janvier 2019.

La communauté d'agglomération est composée des 65 communes suivantes :

| Nom                       | Code Insee | Gentilé              | Superficie (km2) | Population (dernière pop. légale) | Densité (hab./km2) |
| ------------------------- | ---------- | -------------------- | ---------------- | --------------------------------- | ------------------ |
| Vendôme (siège)           | 41269      | Vendômois            | 23,89            | 15 566 (2022)                     | 652                |
| Ambloy                    | 41001      |                      | 13,16            | 187 (2022)                        | 14                 |
| Areines                   | 41003      | Areinais             | 4,84             | 580 (2022)                        | 120                |
| Artins                    | 41004      | Artinois             | 11,72            | 269 (2022)                        | 23                 |
| Authon                    | 41007      | Authonais            | 32,26            | 749 (2022)                        | 23                 |
| Azé                       | 41010      | Azéens               | 31,93            | 986 (2022)                        | 31                 |
| Bonneveau                 | 41020      | Bonnevatiers         | 10,95            | 455 (2022)                        | 42                 |
| Cellé                     | 41030      | Celléens             | 12,67            | 225 (2022)                        | 18                 |
| Coulommiers-la-Tour       | 41065      | Columériens          | 12,12            | 575 (2022)                        | 47                 |
| Crucheray                 | 41072      | Cruchérois           | 25,43            | 422 (2022)                        | 17                 |
| Danzé                     | 41073      | Danzéens             | 42,26            | 671 (2022)                        | 16                 |
| Épuisay                   | 41078      | Épuiséens            | 23,52            | 790 (2022)                        | 34                 |
| Les Essarts               | 41079      | Essartiens           | 4,38             | 98 (2022)                         | 22                 |
| Faye                      | 41081      |                      | 8,7              | 220 (2022)                        | 25                 |
| Fontaine-les-Coteaux      | 41087      |                      | 22,11            | 326 (2022)                        | 15                 |
| Fortan                    | 41090      | Fortanais            | 5,98             | 253 (2022)                        | 42                 |
| Gombergean                | 41098      | Gombergeanais        | 12,18            | 163 (2022)                        | 13                 |
| Les Hayes                 | 41100      | Hayiens              | 15,71            | 172 (2022)                        | 11                 |
| Houssay                   | 41102      | Houssayens           | 16,56            | 371 (2022)                        | 22                 |
| Huisseau-en-Beauce        | 41103      | Huissellois          | 8,98             | 410 (2022)                        | 46                 |
| Lancé                     | 41107      | Lancéens             | 18,01            | 474 (2022)                        | 26                 |
| Lavardin                  | 41113      | Lavardinois          | 6,71             | 178 (2022)                        | 27                 |
| Lunay                     | 41120      | Lunotiers            | 38,63            | 1 260 (2022)                      | 33                 |
| Marcilly-en-Beauce        | 41124      | Marcilliaciens       | 6,39             | 323 (2022)                        | 51                 |
| Mazangé                   | 41131      | Mazangéens           | 24,26            | 816 (2022)                        | 34                 |
| Meslay                    | 41138      |                      | 7,18             | 302 (2022)                        | 42                 |
| Montoire-sur-le-Loir      | 41149      | Montoiriens          | 21,02            | 3 678 (2022)                      | 175                |
| Montrouveau               | 41153      |                      | 17,7             | 141 (2022)                        | 8                  |
| Naveil                    | 41158      | Naveillois           | 13,28            | 2 439 (2022)                      | 184                |
| Nourray                   | 41163      | Nourréens            | 12,17            | 126 (2022)                        | 10                 |
| Périgny                   | 41174      |                      | 10,41            | 168 (2022)                        | 16                 |
| Pray                      | 41182      | Prayens              | 10,48            | 280 (2022)                        | 27                 |
| Prunay-Cassereau          | 41184      | Prunaisiens          | 32,85            | 587 (2022)                        | 18                 |
| Rahart                    | 41186      | Rahartois            | 14,23            | 301 (2022)                        | 21                 |
| Rocé                      | 41190      | Rocéens              | 10,27            | 220 (2022)                        | 21                 |
| Les Roches-l'Évêque       | 41192      | Rupiépiscopiens      | 2,4              | 289 (2022)                        | 120                |
| Saint-Amand-Longpré       | 41199      | Saint-Amandinois     | 21,37            | 1 214 (2022)                      | 57                 |
| Saint-Arnoult             | 41201      | Saint-Arnoldiens     | 9,57             | 310 (2022)                        | 32                 |
| Saint-Firmin-des-Prés     | 41209      | Saint-Firminois      | 13,89            | 756 (2022)                        | 54                 |
| Saint-Gourgon             | 41213      | Saint-Gourgonnais    | 10,15            | 96 (2022)                         | 9,5                |
| Saint-Jacques-des-Guérets | 41215      | Jacqueguérétois      | 1,81             | 92 (2022)                         | 51                 |
| Saint-Martin-des-Bois     | 41225      | Saint-Martinois      | 36,4             | 587 (2022)                        | 16                 |
| Saint-Ouen                | 41226      | Audoniens            | 11,3             | 3 016 (2022)                      | 267                |
| Saint-Rimay               | 41228      | Richémériens         | 7,36             | 294 (2022)                        | 40                 |
| Sainte-Anne               | 41200      | Saintannois          | 5,13             | 478 (2022)                        | 93                 |
| Sasnières                 | 41236      |                      | 7,83             | 90 (2022)                         | 11                 |
| Savigny-sur-Braye         | 41238      | Saviniens            | 67,18            | 1 960 (2022)                      | 29                 |
| Selommes                  | 41243      | Selommois            | 28,01            | 795 (2022)                        | 28                 |
| Sougé                     | 41250      | Sougéens ou Sougeois | 16,88            | 478 (2022)                        | 28                 |
| Ternay                    | 41255      | Ternaysards          | 14,38            | 330 (2022)                        | 23                 |
| Thoré-la-Rochette         | 41259      | Thoréens             | 10,78            | 817 (2022)                        | 76                 |
| Tourailles                | 41261      | Touraillons          | 7,46             | 129 (2022)                        | 17                 |
| Troo                      | 41265      | Troïens              | 14,19            | 304 (2022)                        | 21                 |
| Vallée-de-Ronsard         | 41070      |                      | 19,95            | 527 (2022)                        | 26                 |
| Villavard                 | 41274      | Villardinois         | 5,18             | 125 (2022)                        | 24                 |
| La Ville-aux-Clercs       | 41275      | Villauclergeois      | 26,61            | 1 223 (2022)                      | 46                 |
| Villechauve               | 41278      | Villacalvitiens      | 11,02            | 255 (2022)                        | 23                 |
| Villedieu-le-Château      | 41279      | Théopolitains        | 29,65            | 384 (2022)                        | 13                 |
| Villemardy                | 41283      |                      | 12,17            | 269 (2022)                        | 22                 |
| Villeporcher              | 41286      | Villeporcherois      | 12,1             | 146 (2022)                        | 12                 |
| Villerable                | 41287      | Villerablais         | 16,81            | 490 (2022)                        | 29                 |
| Villeromain               | 41290      | Villeromanois        | 13,08            | 222 (2022)                        | 17                 |
| Villetrun                 | 41291      | Villetrunois         | 6,83             | 318 (2022)                        | 47                 |
| Villiers-sur-Loir         | 41294      | Villiersois          | 9,96             | 1 115 (2022)                      | 112                |
| Villiersfaux              | 41293      |                      | 7,22             | 246 (2022)                        | 34                 |

### Démographie
| 1968   | 1975   | 1982   | 1990   | 1999   | 2009   | 2014   | 2020   |
| ------ | ------ | ------ | ------ | ------ | ------ | ------ | ------ |
| 48 098 | 49 152 | 50 675 | 51 677 | 53 250 | 55 129 | 54 818 | 52 492 |

## Administration

### Siège
Le siège se situe dans le centre-ville de Vendôme, dans l'actuel hôtel de ville proche du parc Ronsard.

### Les élus
Le conseil communautaire de la communauté d'agglomération se compose de 100 conseillers, représentant chacune des communes membres et élus pour une durée de six ans.
Ils sont répartis comme suit :
| Nombre de conseillers | Communes                  |
| --------------------- | ------------------------- |
| 25                    | Vendôme                   |
| 5                     | Montoire-sur-le-Loir      |
| 4                     | Saint-Ouen (Loir-et-Cher) |
| 3                     | Naveil, Savigny-sur-Braye |
| 1 (+1 suppléant)      | les 60 autres communes    |

### Présidence

#### Vice-présidents
| No | Identité                | Qualité                      | Délégation |
| -- | ----------------------- | ---------------------------- | --- |
| 1  | Philippe Mercier ,      | Maire de Tréhet              | Aménagement de l’espace communautaire, des infrastructures et de la commande publique et de l’animation des pôles territoriaux |
| 2  | Serge Lepage,           | Maire de Saint-Amand-Longpré | Assainissement non collectif, démographie médicale et animation du conseil de développement                                    |
| 3  | Michel Biguier,         | Maire de Villerable          | Petite enfance, enfance-jeunesse et très haut débit.                                                                           |
| 4  | Guy Moyer,              | Maire de Montoire            | Mobilité, mutualisation et services aux communes et animation du conseil des maires                                            |
| 5  | Nicole Jeantheau,       | Maire de Areines             | Stratégie financière |
| 6  | Yann Trimardeau         | Maire de Lancé               | Habitat, logement social et gens du voyage                                                                                     |
| 7  | Jean-Paul Tapia         |                              | Développement économique, insertion et stratégie du développement touristique                                                  |
| 8  | Claire Foucher-Maupetit |                              | Action culturelle et équipements culturels d’intérêt communautaire, lecture publique, écoles de musique et archives            |
| 9  | Jean-Claude Séguinneau  | Maire de Savigny-sur-Braye   | Voirie et éclairage public d’intérêt communautaire                                                                             |
| 10 | Monique Gibotteau       |                              | Action sociale et ressources humaines                                                                                          |
| 11 | Bernard Bonhomme        |                              | Protection de l’environnement et du cadre de vie et agriculture                                                                |
| 12 | Claire Granger          |                              | Promotion touristique, équipements touristiques et animation du patrimoine                                                     |
| 13 | Jean-Yves Ménard        |                              | Politiques territoriales contractuelles, dialogue intercommunautaire, espaces naturels sportifs et de loisirs.                 |
| 14 | Joël Salmon             |                              | Collecte et traitement des ordures ménagères et sécurité-incendie.                                                             |
| 15 | Dominique Dhuy          |                              | Développement des énergies renouvelables                                                                                       |

#### Conseillers communautaires délégués
| No | Identité          | Qualité      | Délégation                                        |
| -- | ----------------- | ------------ | ------------------------------------------------- |
| 1  | Isabelle MAINCION |              | Contrôle de gestion, qualité des services publics |
| 2  | Serge MORILLON    | Maire de Azé | Maintien des commerces de proximité               |
| 3  | Laurent BRILLARD  |              | Transports urbains, prévention de la délinquance  |
| 4  | Béatrice ARRUGA   |              | Politique de la Ville                             |
| 5  | Benoît ROUSSEAU   |              | Équipements sportifs d’intérêt communautaire      |

#### Autres membres
| No | Identité           | Qualité                                   |  |
| -- | ------------------ | ----------------------------------------- |  |
| 1  | Sylvie NORGUET     |                                           |  |
| 2  | Monique RICHARD    |                                           |  |
| 3  | Dominique OURY     |                                           |  |
| 4  | Claude BORDIER     |                                           |  |
| 5  | Thierry FLEURY     |                                           |  |
| 6  | Liliane NOUVELLON  |                                           |  |
| 7  | Jean-Yves HALLOUIN |                                           |  |
| 8  | Bernard DAUVERGNE  |                                           |  |
| 9  | François COCHET    |                                           |  |
| 10 | Yves ROLLAND       |                                           |  |
| 11 | Philippe CHAMBRIER |                                           |  |
| 12 | Laurent GAUTHIER   | Conseiller municipal de Savigny-sur-Braye |  |

#### Liste des présidents
| Période          | Période        | Identité         | Étiquette | Qualité                                |
| ---------------- | -------------- | ---------------- | --------- | -------------------------------------- |
| 1er janvier 2017 | 9 janvier 2017 | Serge Lepage     | UDI       | Maire de Saint-Amand-Longpré (1995 → ) |
| 9 janvier 2017   | 2 février 2019 | Pascal Brindeau  | UDI       | Maire de Vendôme (2014 → 2019)         |
| 2 février 2019   | en cours       | Laurent Brillard | UDI       | Maire de Vendôme (2019 → )             |

### Compétences
Compétences exercées par le groupement :
- Production, distribution d'énergie
  - Autres énergies
- Environnement et cadre de vie
  - Assainissement non collectif
  - Collecte des déchets des ménages et déchets assimilés
  - Traitement des déchets des ménages et déchets assimilés
  - Lutte contre les nuisances sonores
  - Qualité de l'air
  - Autres actions environnementales
- Sanitaires et social
  - Action sociale
  - Centre intercommunal d'action sociale (CIAS)
- Politique de la ville
  - Dispositifs contractuels de développement urbain, de développement local et d'insertion économique et sociale
  - Plan local pour l'insertion et l'emploi (PLIE)
  - Contrat urbain de cohésion sociale (CUCS)
  - Rénovation urbaine (ANRU)
- Dispositifs locaux de prévention de la délinquance
  - Conseil intercommunal de sécurité et de prévention de la délinquance
  - Contrat local de sécurité transports
- Développement et aménagement économique
  - Création, aménagement, entretien et gestion de zone d'activités industrielle, commerciale, tertiaire, artisanale ou touristique
  - Action de développement économique (Soutien des activités industrielles, commerciales ou de l'emploi, Soutien des activités agricoles et forestières...)
- Développement et aménagement social et culturel
  - Construction ou aménagement, entretien, gestion d'équipements ou d'établissements culturels, socioculturels, socio-éducatifs
  - Construction ou aménagement, entretien, gestion d'équipements ou d'établissements sportifs
  - Activités péri-scolaires
  - Activités culturelles ou socioculturelles
- Aménagement de l'espace
  - Schéma de cohérence territoriale (SCOT)
  - Schéma de secteur
  - Plans locaux d'urbanisme
  - Création et réalisation de zone d'aménagement concertée (ZAC)
  - Constitution de réserves foncières
  - Organisation des transports urbains
  - Transport scolaire
  - Plans de déplacement urbains
  - Études et programmation
- Voirie
  - Création, aménagement, entretien de la voirie
  - Parcs de stationnement
- Développement touristique
  - Tourisme
- Logement et habitat
  - Programme local de l'habitat
  - Politique du logement non social
  - Politique du logement social
  - Action et aide financière en faveur du logement social d'intérêt communautaire
  - Action en faveur du logement des personnes défavorisées par des opérations d'intérêt communautaire
  - Opération programmée d'amélioration de l'habitat (OPAH)
  - Amélioration du parc immobilier bati d'intérêt communautaire
  - Droit de préemption urbain (DPU) pour la mise en œuvre de la politique communautaire d'équilibre social de l'habitat
- Infrastructures
  - Éclairage public
- Autres
  - Acquisition en commun de matériel
  - Infrastructure de télécommunication (téléphonie mobile...)
  - NTIC (Internet, câble...)
  - Réalisation d'aire d'accueil ou de terrains de passage des gens du voyage

### Régime fiscal et budget
Le régime fiscal de la communauté d'agglomération est la fiscalité professionnelle unique (FPU).